# Pafolacianina
A pafolacianina, vendida sob a marca Cytalux, é um agente usado em cirurgia guiada por fluorescência. Especificamente, é usado para encontrar áreas de cancro do ovário. É administrado por injeção na veia.
Os efeitos secundários comuns incluem náuseas, vómitos, dor abdominal, desconforto no peito, comichão e reações alérgicas. O uso durante a gravidez pode prejudicar o bebé. É um medicamento fluorescente que se liga ao receptor de folato, que geralmente ocorre em grandes quantidades no cancro do ovário.